# Sibylla Palmifera
Sibylla Palmifera es un óleo sobre lienzo de 1870 obra de Dante Gabriel Rossetti exhibido en la Lady Lever Art Gallery.

## Elaboración
Rossetti, quien empleó como modelo a Alexa Wilding, empezó a trabajar en la pintura antes de que la misma tuviese un comprador, si bien poco después, a finales de 1865, persuadió a George Rae para que la comisionase, acordando ambos un precio de 400 guineas, aunque el coste total terminó siendo de 450
guineas. El 21 de enero, Rossetti escribió:

He otorgado el nombre Palmifera (portador de palma) a la dama para marcar el lugar principal que pretendo tenga entre mis bellezas, y la he representado con una especie de cetro de palma. El Sr.
Blackmore ha cometido algún error, ya que ni en aceite ni en agua he producido nunca el diseño, ni nada parecido, antes.

Rossetti trabajó en el cuadro los siguientes cuatro años, postergando la elaboración del mismo y excusándose continuamente con Rae por su retraso a la hora de completar la pintura. En junio de 1869, el pintor aceptó de parte del magnate Frederick Richards Leyland una suma equivalente a 200 libras por una copia del cuadro, la cual o bien no llegó a completarse, o bien nunca fue empezada, solicitando el 7 de septiembre de 1869 ayuda a James Smetham con el fondo de la obra y terminándola en diciembre de 1870.

## Análisis
El nombre Palmifera significa "portador de palma", sosteniendo la modelo de la obra una palma entre sus manos. Esta palma, junto con las mariposas mostradas a la derecha del cuadro, indica posiblemente la naturaleza espiritual de la pintura, teniendo la obra además una simbología floral reflejada en las rosas rojas y en las amapolas, así como un fondo poco realista, en el cual destacan el cupido vendado y la calavera, símbolos respectivamente del amor y la muerte.

## Belleza del almayBelleza del cuerpo
Sibylla Palmifera forma pareja con otra obra de Rossetti, Lady Lilith, pintada entre 1866 y 1868, para la cual Wilding sirvió también como modelo, si bien la obra mostraba previamente el rostro de Fanny Cornforth. Mientras Sibylla Palmifera representa la belleza del alma, de acuerdo con el soneto de Rossetti inscrito en el marco, Lady Lilith representa la belleza del cuerpo, nuevamente según el soneto inscrito por el pintor en el marco de la obra.
Rossetti escribió el soneto Belleza del alma (Soul's Beauty) a modo de complemento de Sibylla Palmifera del mismo modo que el soneto Lilith acompaña a Lady Lilith. Ambos poemas fueron publicados por primera vez en la obra de Algernon Charles Swinburne Notes on the Royal Academy Exhibition en 1868. En 1870, los poemas fueron nuevamente publicados, esta vez por Rossetti, en su obra Sonnets for Pictures, si bien no fue hasta 1881 que los sonetos formaron una pareja. Rossetti decidió contrastar directamente ambos poemas, rebautizando Lilith como Belleza del cuerpo (Body's Beauty) y publicándolos en dos páginas consecutivas en su libro La casa de la vida (The House of Live) como los sonetos LXXVII y LXXVIII.

## Soneto LXXVIIBelleza del alma
Bajo el arco de la Vida, donde el amor y la muerte,
El terror y el misterio, guardan su santuario, yo vi
La Belleza entronada, y aunque su mirada se sorprendió,
La dibujé tan simple como mi aliento.
Suyos son los ojos que, sobre y debajo,
El cielo y mar se curvan sobre ti—los cuales puedo dibujar,
Por mar o cielo o mujer, a una ley,
Ser el siervo asignado de su palma y su corona.

Esto es lo que la Señora de la Belleza, en cuya alabanza 
Tu voz y tu mano se agitan,— hace mucho que lo sabes
Volando el pelo y ondeando el dobladillo,—el latido
Siguiéndola diariamente de tu corazón y pies,
¡Qué apasionadamente e irremediablemente, 

En qué afectuoso vuelo, cuántas formas y días!

## Galería de imágenes (detalles de la obra)

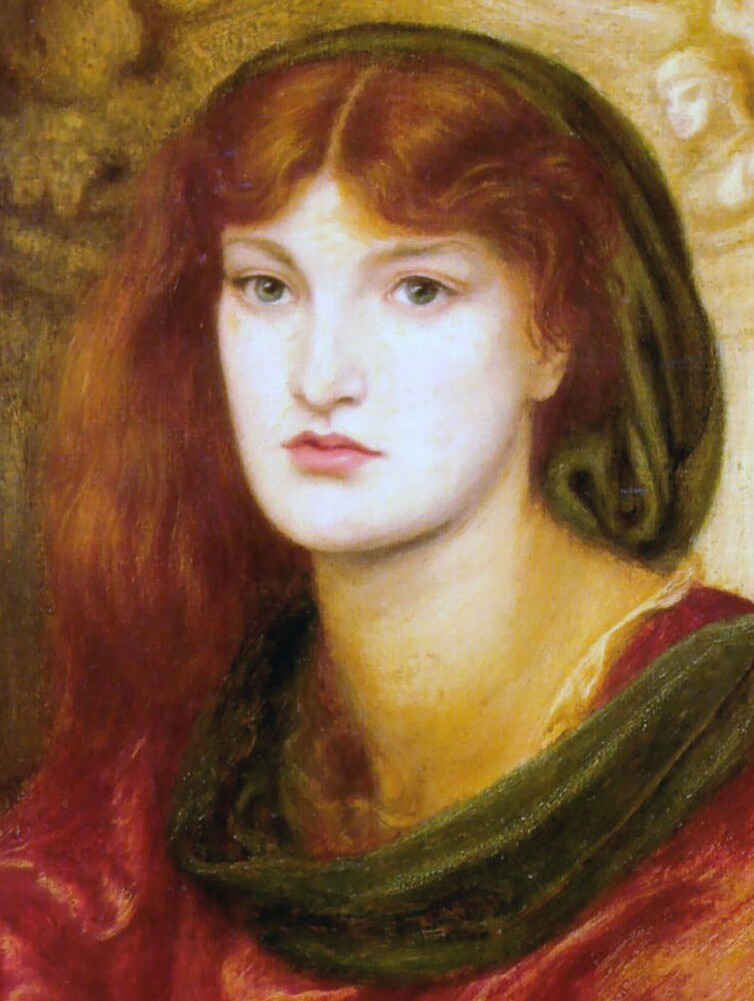
Detalle del rostro de la Sibylla
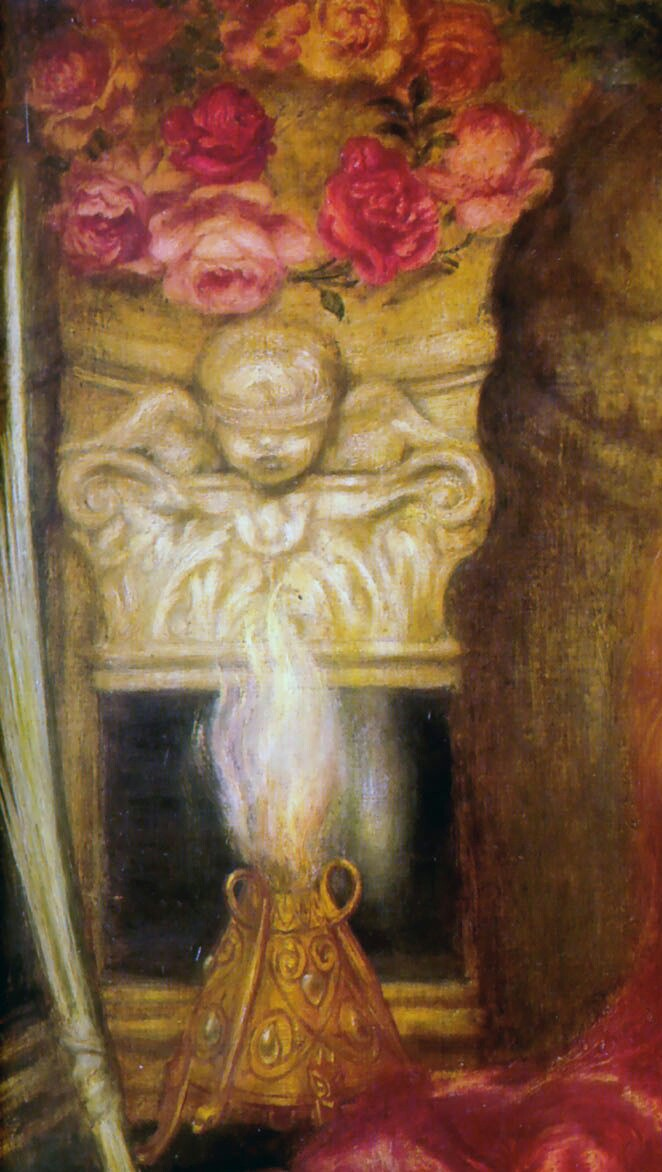
Detalle de la palma y el cupido vendado
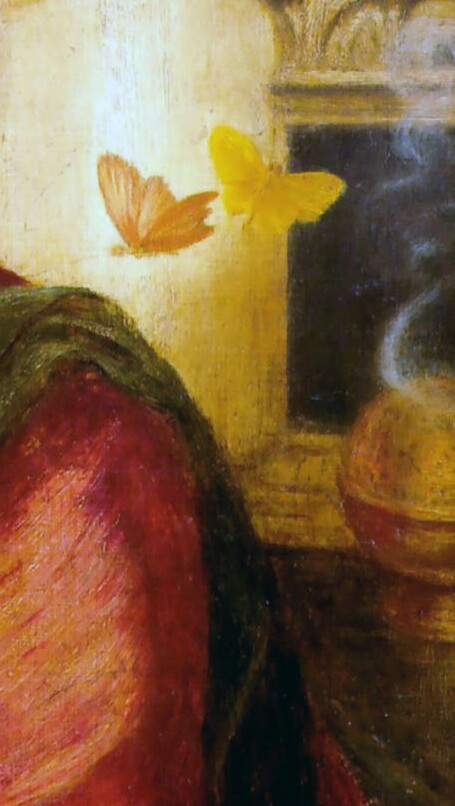
Detalle de las mariposas

## Galería de imágenes (páginas deEl libro de la vida)

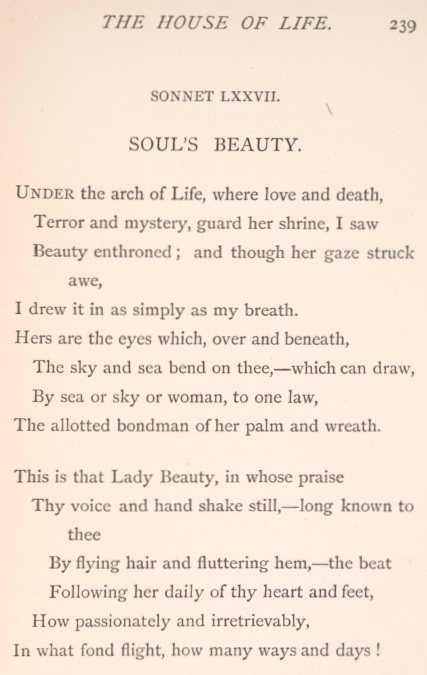
Página 239: Soneto LXXVII Belleza del alma (texto en inglés).
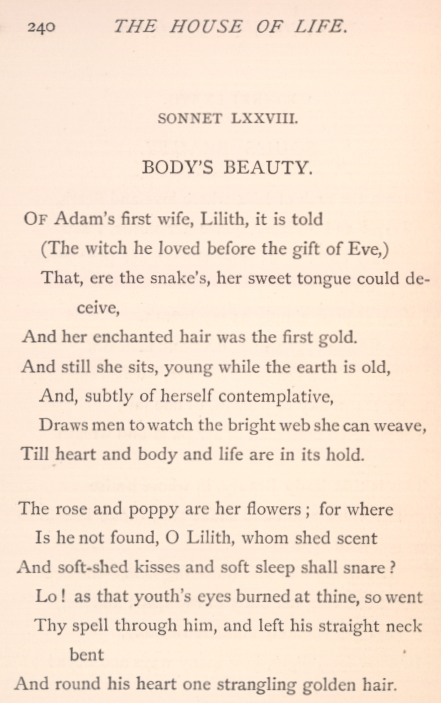
Página 240: Soneto LXXVIII Belleza del cuerpo (texto en inglés).